# Primera batalla de Mariúpol (2014)
La primera batalla de Mariúpol hace referencia a una serie de enfrentamientos entre las fuerzas del gobierno ucraniano y rebeldes afiliados con la República Popular de Donetsk (RPD) en la ciudad portuaria ucraniana de Mariúpol, en el óblast de Donetsk, en el contexto de la guerra del Donbás. La intervención de los trabajadores siderúrgicos de Metinvest el 15 de mayo de 2014 condujo a la eliminación de las barricadas del centro de la ciudad y la reanudación de las patrullas de la policía local. Los separatistas continuaron operando un cuartel general en otra parte de la ciudad hasta que sus posiciones fueron invadidas por una ofensiva del gobierno el 13 de junio de 2014.
El conflicto causó la muerte de varios soldados y separatistas. La versión de los medios progubernamentales unionistas y antigubernamentales separatistas difiere en la identidad de las fuerzas prorrusas: generalmente, rebeldes armados en el caso de los primeros y civiles desarmados en el caso de los segundos.
El 1 de septiembre de 2014, Mariúpol fue rodeada por las milicias separatistas.

## Trasfondo

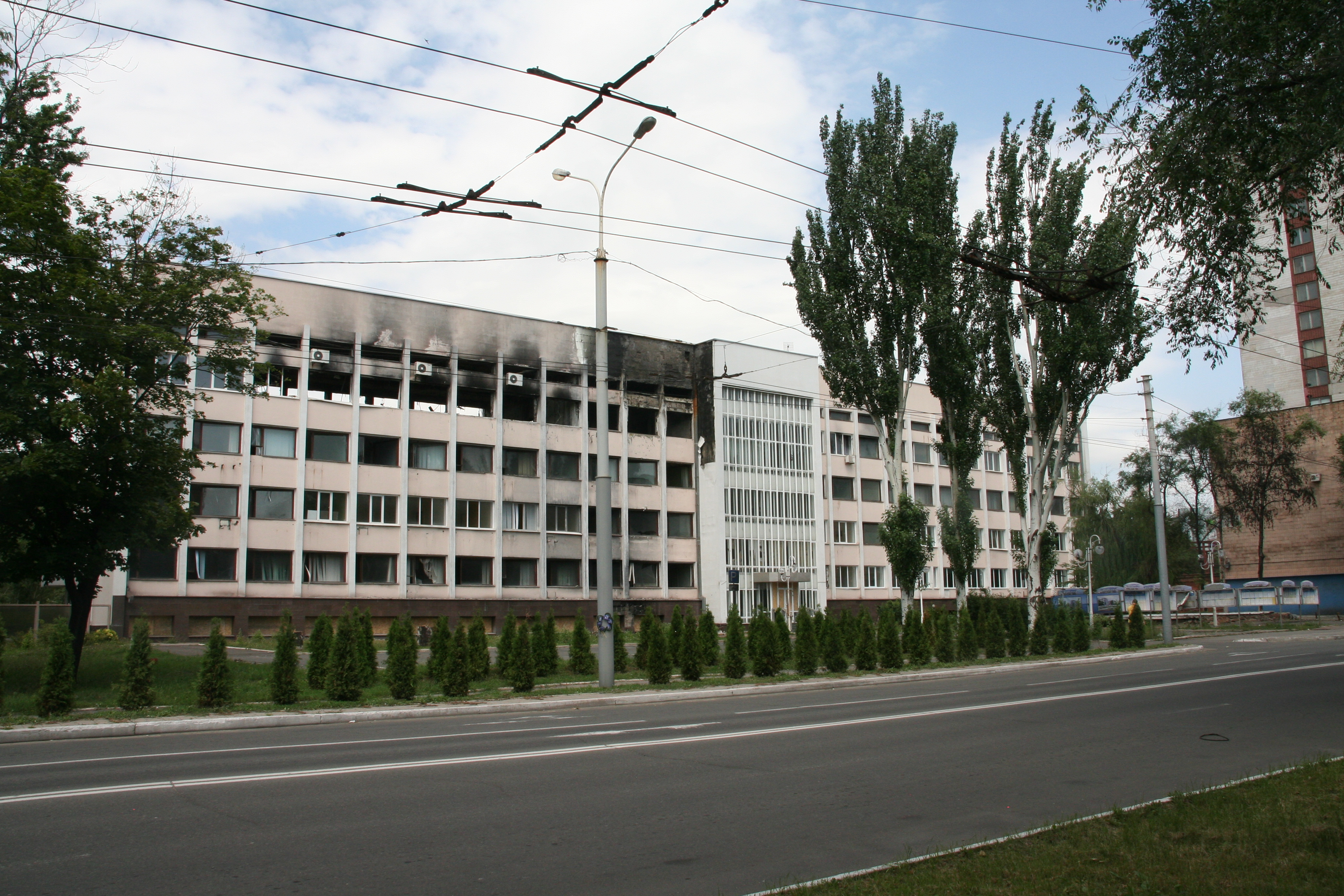
Edificio en el centro de la ciudad de Mariúpol dañado por el fuego

En Mariúpol, la segunda ciudad más grande en el óblast de Donetsk, estallaron enfrentamientos esporádicos a partir de marzo de 2014. Grupos prorrusos y antigubernamentales ocuparon el edificio del ayuntamiento de la ciudad el 18 de marzo. El 13 de abril, mil manifestantes ocuparon el Ayuntamiento de Mariúpol y exigieron la creación de una república en el este del país. El primer incidente violento ocurrió durante la noche del 16 de abril, cuando unos 300 manifestantes prorrusos atacaro una unidad militar ucraniana en Mariúpol, lanzando cócteles molotov. El ministro del Interior Arsén Avákov dijo que las tropas se vieron obligadas a abrir fuego, matando a tres de los atacantes.
Las fuerzas del gobierno ucraniano aseguraron haber "liberado" el ayuntamiento de Mariúpol el 24 de abril, aunque los manifestantes antigubernamentales disputaron la afirmación, y según un informe de la BBC, "no había señales" del ejército. El edificio fue cambiando de manos en múltiples ocasiones, hasta que fue finalmente capturado por el ejército el 8 de mayo.

## Desarrollo
El 9 de mayo, el día de la celebración de la victoria sobre la Alemania nazi, se presentó un asalto del ejército de Kiev contra las fuerzas prorrusas en los cuarteles de la policía de Mariúpol y en el edificio local del Ministerio del Interior. Los enfrentamientos empezaron cuando 60 separatistas armados con armas automáticas consiguieron capturar la comisaría de policía. Según los testigos, algunos policías locales ayudaron a los separatistas durante la toma de control y se enfrentaron con las tropas internas que respondieron a la captura disparando contra el edificio con ametralladoras montadas en transportes blindados de personal. Entonces el contingente ucraniano fue reforzado por la policía, así como por una unidad Omega de la Guardia Nacional. Según los habitantes, el Ejército disparó contra civiles desarmados que protestaban contra ellos en la calle, como muestran varios vídeos en la red.
Las fuerzas de seguridad usaron armas como lanzagranadas y prendieron fuego al edificio con el objetivo de expulsar a los rebeldes. El jefe de policía de Mariúpol fue capturado por las fuerzas prorrusas durante el tiroteo en la comisaría y sus secuestradores escaparon con él en el maletero de un todoterreno que habían robado tras apuñalar al conductor. Un transporte blindado de personal fue capturado por manifestantes prorrusos, y tras los enfrentamientos construyeron barricadas en el centro de la ciudad.
El Ministro del Interior, Arsén Avákov, aseguró que un francotirador separatista había disparado desde los pisos superiores de un hospital contra soldados y civiles ucranianos. Los habitantes locales disputaron la afirmación de Kiev de que iban armados, e insistieron en que las fuerzas gubernamentales habían asesinado a policías simpatizantes con los manifestantes y a ciudadanos normales. Las autoridades de Kiev llamaron a los involucrados en los enfrentamientos "terroristas". El Jefe de la Policía de Tráfico de la ciudad murió en los combates y el Jefe de Policía fue capturado por fuerzas prorrusas —el 12 de mayo fue liberado con una lesión cerebral, una contusión cerebral y varias costillas rotas—. Más tarde se confirmó que dos miembros de Defensa Territorial habían muerto también. Uno era el Vicecomandante del Batallón de Defensa Territorial para el óblast de Dnipropetrovsk, muerto por fuego de francotirador. Otros medios indicaron que murieron por lo menos 4 defensores de la ciudad y un militar ucraniano, y que 40 civiles de Mariúpol fueron heridos.
Tras los combates, el Ejército disparó a civiles desarmados durante su retirada. Según otras fuentes, los soldados recibieron disparos desde la multitud por un hombre armado que usó luego un civil como escudo humano y que terminó como víctima. Por la noche, el edificio del ayuntamiento de la ciudad fue incendiado y tres tiendas de armas saqueadas. El día siguiente, los rebeldes prendieron fuego al vehículo armado capturado, provocando la explosión de la munición interior. Varias personas lanzaron también cócteles molotov a la oficina de la fiscalía de la ciudad y a una instalación militar, incendiándolas. A partir de entonces, la empresa Metinvest formó  grupos de milicias de ámbito urbano a partir de trabajadores siderúrgicos locales que trabajaron junto a la policía.
El 13 de junio, la Guardia Nacional de Ucrania y el Batallón Azov (paramilitar) tomaron la ciudad dando fin a la batalla. El Ministerio del Interior de Ucrania aseguró que la operación tuvo como resultado la muerte de un oficial de policía y unas 20 personas, presuntamente militantes armados, si bien varios habitantes rechazaron esta afirmación, indicando que las tropas gubernamentales dispararon contra protestantes desarmados y atacaron a los policías que protegían a la gente.

## Firma del alto el fuego
A principios de septiembre, el ejército prorruso afirmaba estar recuperando gran parte del territorio perdido desde mayo. Sin embargo, el 5 de septiembre, el Gobierno de Ucrania y los separatistas del Este firmaron un protocolo de 12 puntos para alcanzar la paz, el principal de los cuales fue la declaración de una tregua inmediata.